# Néstor Paz Zamora
Néstor Paz Zamora (Cochabamba, ... – Teoponte, 1969) è stato un guerrigliero boliviano, professore di teologia e fratello del presidente Jaime Paz Zamora.
Unitosi alla guerriglia dell'Esercito di Liberazione Nazionale, guidato alla fine degli anni sessanta da Ernesto Guevara e poi da Inti Peredo, morì nella battaglia di Teoponto nel 1969.
Lasciò ai suoi compagni un diario della guerriglia, intitolato La mia vita per i miei amici.